# Zangbi (sockenhuvudort i Kina, Tibet Autonomous Region, lat 30,67, long 92,37)
Zangbi (kinesiska: 藏比, 东波多, 藏比乡) är en sockenhuvudort i Kina. Den ligger i den autonoma regionen Tibet, i den sydvästra delen av landet, omkring 160 kilometer nordost om regionhuvudstaden Lhasa. Antalet invånare är 1 880. Befolkningen består av 947 kvinnor och 939 män. Barn under 15 år utgör 38 %, vuxna 15-64 år 58 %, och äldre över 65 år 4,0 %.
Runt Zangbi är det mycket glesbefolkat, med 2 invånare per kvadratkilometer. Det finns inga andra samhällen i närheten. Trakten runt Zangbi består i huvudsak av gräsmarker.
Genomsnittlig årsnederbörd är 868 millimeter. Den regnigaste månaden är juli, med i genomsnitt 213 mm nederbörd, och den torraste är januari, med 7 mm nederbörd.